# Reizigersboom
De reizigersboom (Ravenala madagascariensis) is een van de bekendste planten van Madagaskar. De soort vormt het monotypische geslacht Ravenala. De volgroeide plant bestaat uit een stam met een bundel zeer grote bladeren, die in twee rijen zijn geplaatst wat doet denken aan een vlakke waaier. De plant wordt tot 30 meter hoog en is de eerste tijd nog stamloos. De bladeren lijken op die van een bananenplant. Ze zijn 1 tot 4 meter lang met een lange steel. Het blad heeft een middennerf met vrijwel recht afstaande zijnerven, waartussen het blad is ingescheurd, waardoor het blad een veerachtig uiterlijk heeft. Jonge bladeren zijn gaafrandig en nog niet ingescheurd.
De bloeiwijzen staan tussen de bladstelen en zijn tot 85 cm lang. Ze bestaan uit vijf tot vijftien grote, bootvormige schutbladeren, die ieder tot zestien roomwitte bloemen omsluiten. De bloemen zijn tot 20 cm lang en bestaan uit zes kroonbladeren. Van de kroonbladeren zijn er altijd twee vergroeid tot een schede, waarbinnen zich zes meeldraden bevinden. De bloemen worden op Madagaskar bestoven door lemuren en vleermuizen, die zich voeden met de nectar van de bloemen.
De reizigersboom wordt wereldwijd in tropische parken aangeplant.
De Nederlandse naam is afkomstig van de overlevering dat de plant voor reizigers altijd een bron van vers drinkwater zou vormen. In de oksels van de bladstelen blijft water staan, wat vol zit met bladresten en muggenlarven.

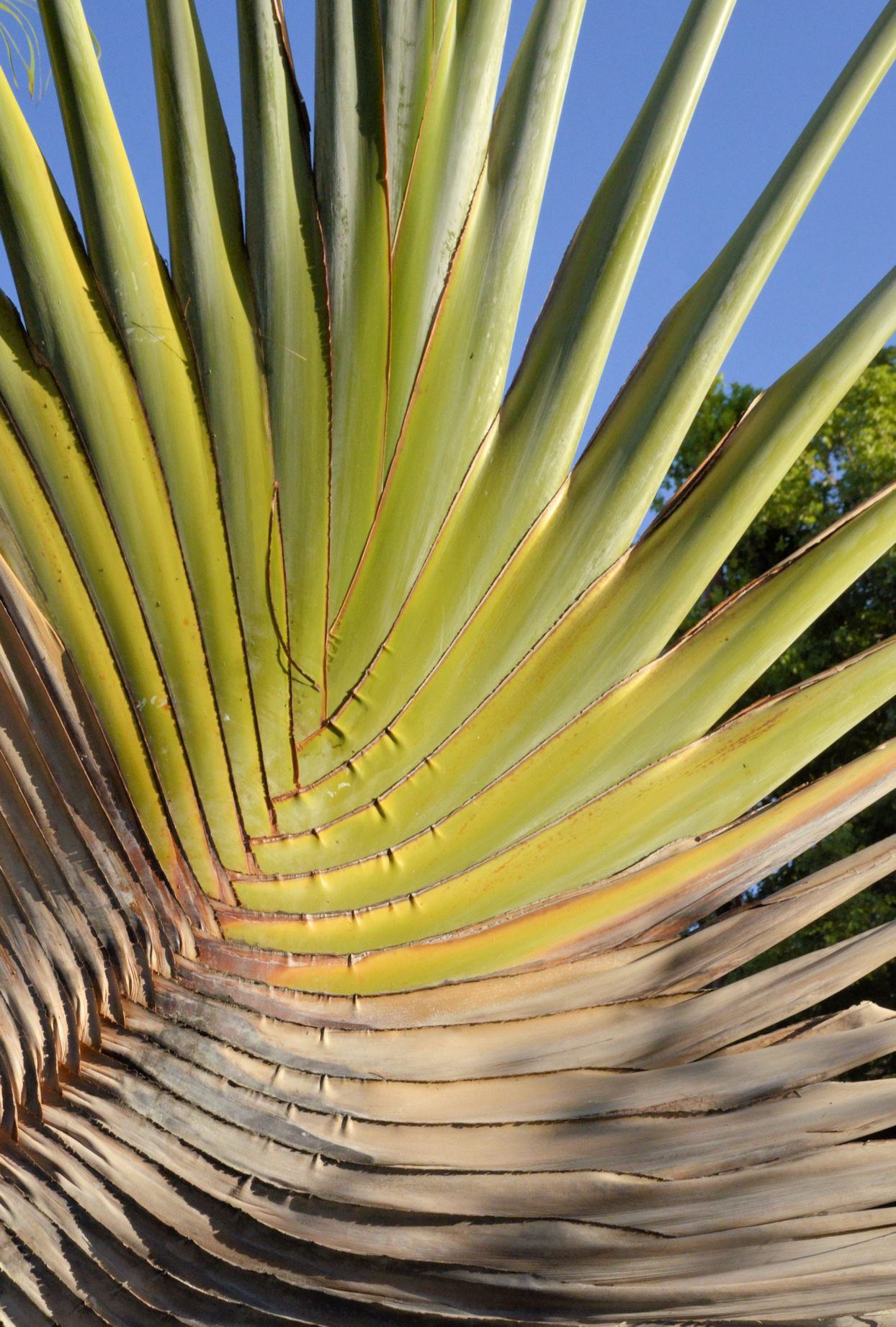
Bruin opdrogende oude bladeren
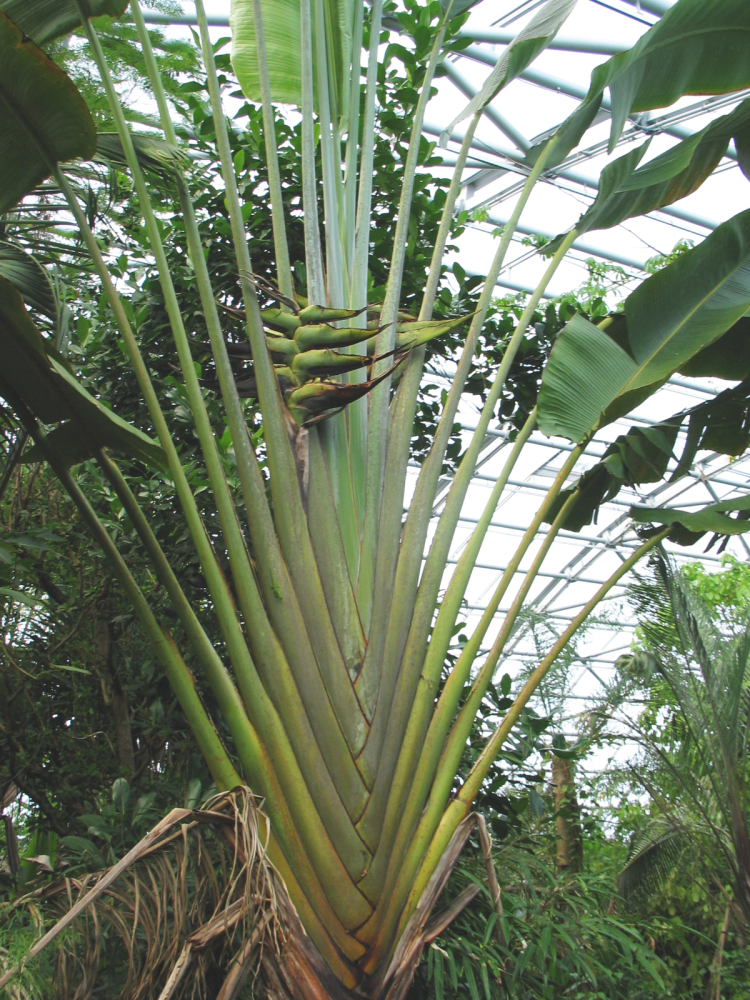
Bladeren met bloeiwijze
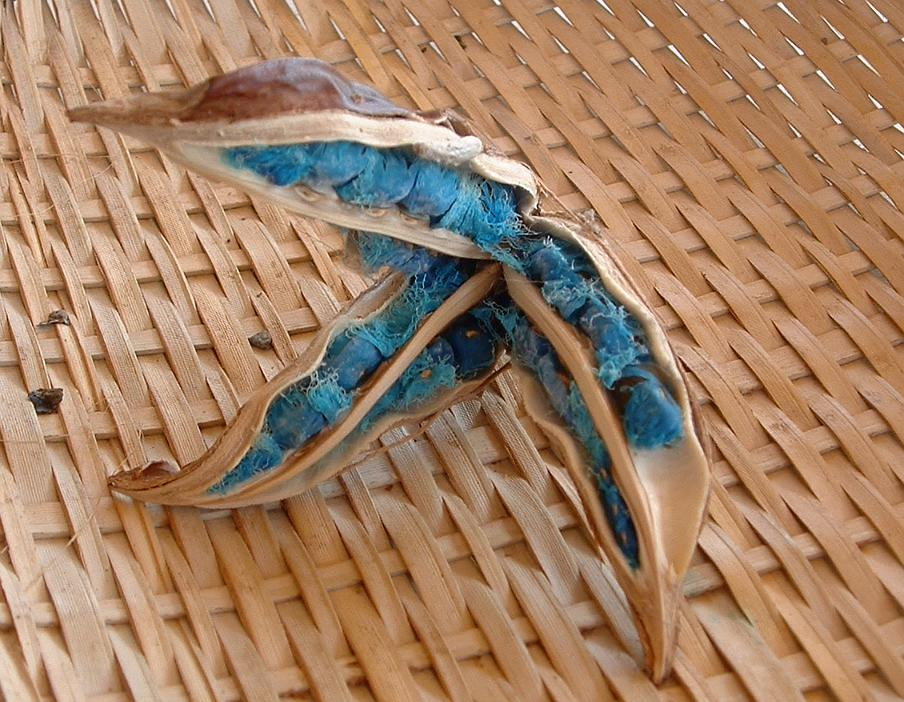
De zaden
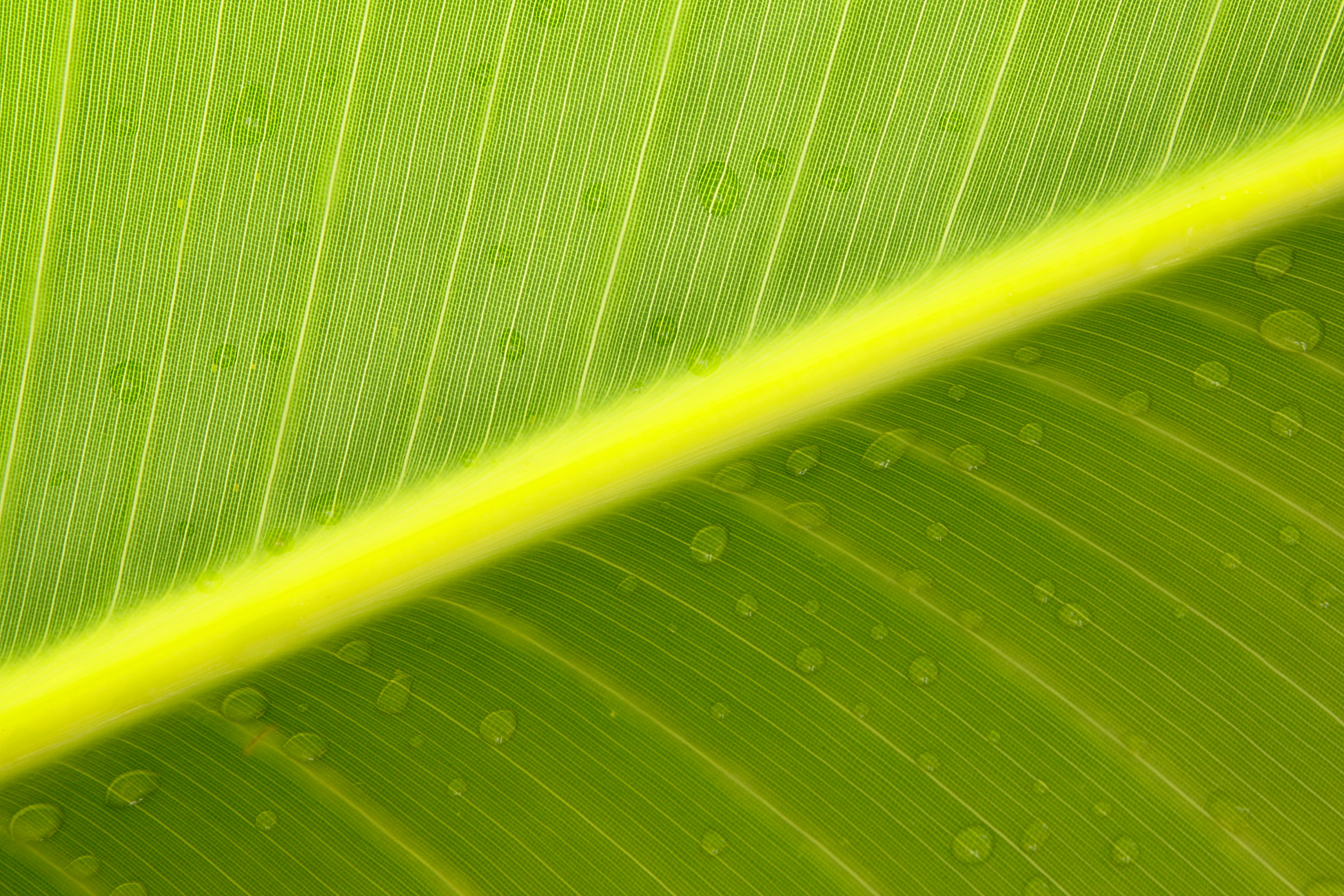
Close-up van het blad